# Drepanon
Drèpanon (per i romani Drepanum o Drepana) era un antico centro della Sicilia occidentale, situato sull'omonimo promontorio ove sorge attualmente l'odierna Trapani.

## Storia

### Origini
Nonostante il toponimo derivi certamente dall'antico ellenico δρεπάνη drepànē (falce), per via delle caratteristiche baie a forma di falce che si susseguono sulla stretta lingua di terra prospiciente il sovrastante monte Erice, la località fu probabilmente utilizzata inizialmente come porto da parte degli Elimi abitanti nella vicina Eryx (l'odierna Erice).
Quando nel IX secolo a.C. i Fenici dalla vicina Cartagine si mossero verso le coste occidentali della Sicilia, trovarono già costruito dagli Elimi il borgo di Trapani e con questi ultimi lo abitarono pacificamente. Il villaggio doveva sorgere su un promontorio, quasi un'isola, più o meno corrispondente all'attuale quartiere di San Pietro (o Casalicchio), diviso dall'entroterra paludoso mediante un canale navigabile che metteva in comunicazione il mare di Tramontana con quello di Mezzogiorno.

### Colonia cartaginese
Con la creazione della colonia punica il villaggio doveva contare meno di 500 abitanti. L'immigrazione dei Sicani prima (già insediati nella Sicilia occidentale), e dei Cartaginesi poi, fece di Trapani una città-emporio per la sua felice posizione geografica.
Drepanon rimase sempre città libera e alleata: si adornò di monumenti, si sviluppò commercialmente, molto probabilmente coniò moneta ed ebbe un fiorentissimo cantiere navale. Durante le guerre contro i Greci e Siracusa, si fortificò e si mantenne saldamente legata alle sorti di Cartagine. Da piccolo borgo, gradualmente giunse a essere una città murata di forma quadrangolare con un perimetro di più di un miglio, tutta circondata dal mare tranne che nella parte orientale. Due porte aperte nel muro di levante assicuravano l'ingresso in città dalla parte di terra. Poco prima del 260 a.C., Drepanon subì dunque un nuovo allargamento, alcune torri del vecchio sistema difensivo furono abbattute, mentre se ne fabbricarono delle nuove. 

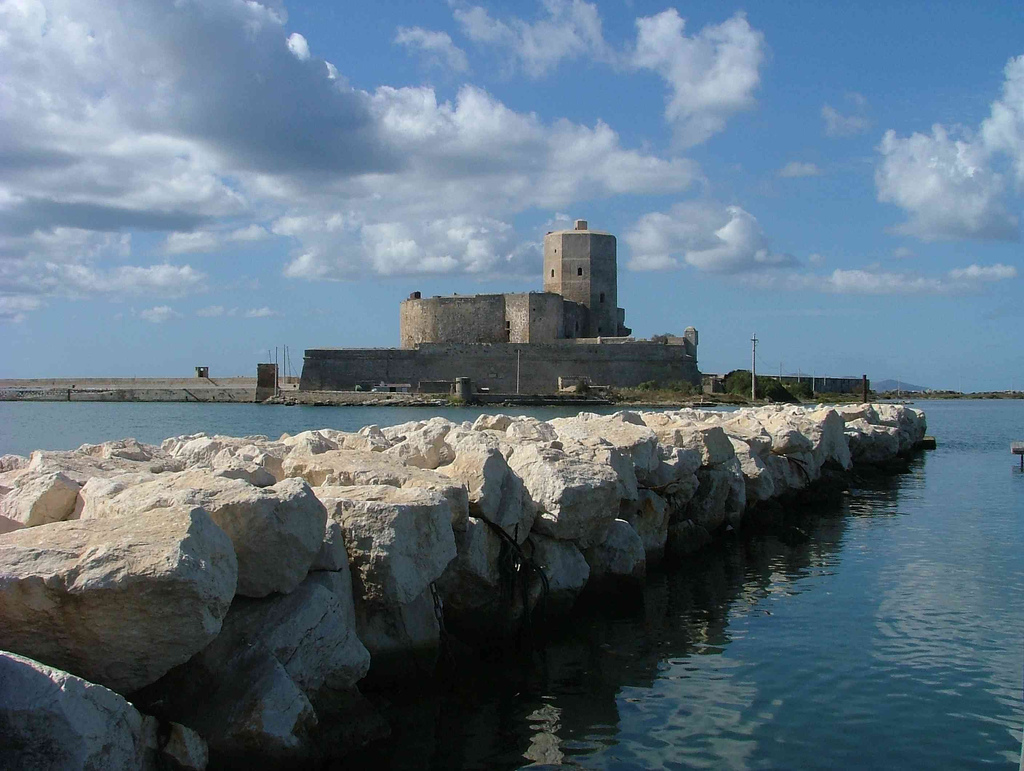
Il castello della Colombaia, di origine cartaginese

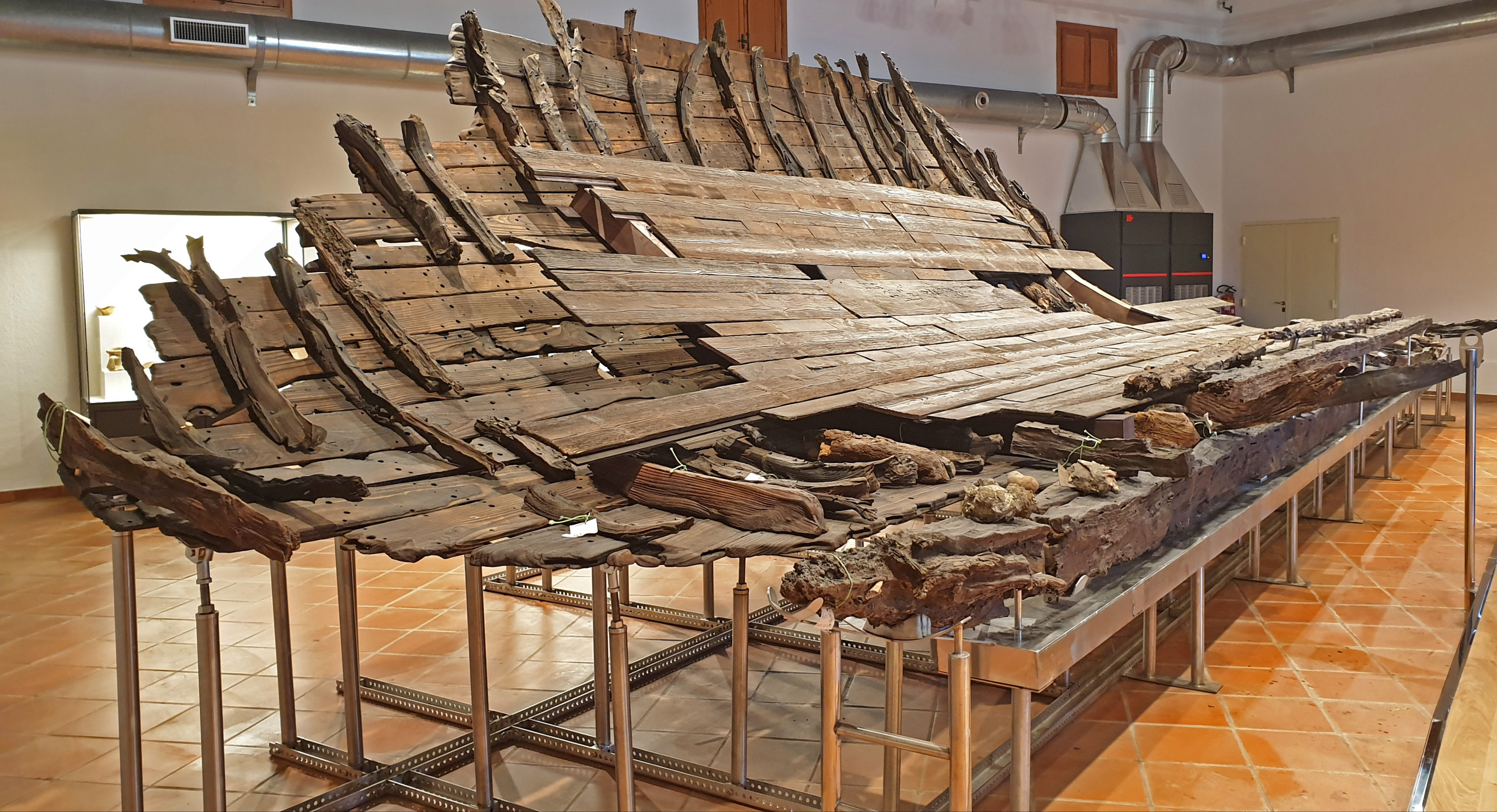
Resti della nave romana ritrovata sulla costa di Trapani

All'inizio della prima guerra punica il generale cartaginese Amilcare fece infatti fortificare il promontorio, posto nella penisola posta alla fine della baia più estesa e dotata a meridione di un profondo e vantaggioso porto naturale, facendo costruire anche la Fortezza della Colombaia, e vi trasferì una parte degli abitanti di Eryx. La scelta si rivelò azzeccata, e verso il 250 a.C. Drepanon era una delle ultime due roccaforti cartaginesi in Sicilia; dacché l'altra, Lilybaeum, era assediata da parte dei Romani, il generale Aderbale, prima di tentare di rompere l'assedio, decise di portare le sue nuove truppe ad addestrarsi all'ombra del monte Erice.

### La conquista romana
Nel 249 a.C. Aderbale fu colpito dall'attacco a sorpresa del console romano Publio Claudio Pulcro, che aveva anch'egli appena ricevuto oltre 10.000 uomini appena ingaggiati; nello scontro che seguì, Aderbale mostrò però una chiara superiorità strategica e seppe sfruttare al meglio i propri vascelli, infliggendo alla flotta consolare romana una tremenda sconfitta: il console, vista la situazione irrecuperabile, pensò bene di scappare, seguito appena da una trentina di navi, mentre i Cartaginesi ne catturavano ben 93, affondando le rimanenti e prendendo prigionieri migliaia di Romani. Le sorti della guerra parvero quindi arridere ai Cartaginesi che, riconquistata Eryx, ne trasferirono i rimanenti abitanti in una ancor più grande e fortificata Drepanon. Nel 242 a.C. però il console Gaio Lutazio Catulo riuscì a cingerla d'assedio, e fu proprio per via del fallito tentativo da parte di Annone e di Amilcare di rompere questo assedio che i Cartaginesi subirono la rovinosa sconfitta della Battaglia delle Isole Egadi (241 a.C.) che pose definitivamente termine alla Prima guerra punica, senza che però Drepanon fosse mai effettivamente espugnata.
Entrata quindi nell'orbita del dominio Romano, Drepanon, quantunque raramente attestata, divenne una fiorente città commerciale, grazie soprattutto al porto, alla sua posizione geografica al centro delle rotte mediterranee ed alle caratteristiche attività di estrazione del sale marino, intrapresa a suo tempo già dai Fenici, e della lavorazione del corallo, quest'ultima già citata da Plinio, tutte qualità che nel corso successivo della storia le consentirono di soppiantare Lilybaeum nel ruolo di centro più importante della Sicilia Occidentale.
Oltre che con il termine latinizzato Drepanum, il centro è attestato nei testi successivi alla prima guerra punica sia al plurale Drepana (in greco antico τα Δρεπανα) che al singolare Drepanon (in greco antico το Δρεπανον); il primo termine si riferisce probabilmente all'intera area geografica delle baie a forma di falce, mentre il secondo alla città vera e propria, che si doveva concentrare soltanto sulla falce più meridionale e più distante dal Monte Erice.

## Letteratura
La morfologia peculiare dell'area geografica e la vicinanza con Eryx ne fecero ben presto un topos letterario piuttosto ricercato, sia dagli autori di storie mitologiche, che vi individuarono il luogo di sepoltura delle leggendarie falci degli Dei Crono e Saturno, sia dagli autori di storie connesse al ciclo Troiano, tra i quali si distinse il grande Virgilio, che nell'Eneide qui ambientò la morte di Anchise ed i successivi giochi funebri celebrati in suo onore dal figlio Enea.